# Cmentarz polskokatolicki w Jastkowicach
Cmentarz polskokatolicki w Jastkowicach – czynny cmentarz wyznaniowy dla wiernych Kościoła Polskokatolickiego położony we wsi Jastkowice w województwie podkarpackim. Cmentarz administrowany jest przez parafię Przemienienia Pańskiego w Jastkowicach.
Parafia Przemienienia Pańskiego w Jastkowicach została założona w 1925 roku przez ks. Władysława Strynkowskiego, wkrótce potem zorganizowany został cmentarz grzebalny. 